# 12명의 배심원
《12명의 배심원》은 2007년 개봉한 러시아의 영화이다.

## 한국판 성우진(KBS) (2008년 5월 24일)
- 유강진 - 배심원장(니키타 미할코프)
- 故 최 흘 - 배심원(미카일 에프레모프)
- 故 이완호 - 배심원(세르게이 마코베츠키)
- 안종국 - 배심원(발렌틴 가프트)
- 송두석 - 배심원(알렉세이 고르부노프)
- 이윤선 - 배심원(유리 스토야노프)
- 유해무 - 배심원(세르게이 아르치바셰프)
- 장광 - 배심원(세르게이 가자로프)
- 김준 - 배심원(세르게이 가르마쉬)
- 장승길 - 배심원(알렉세이 페트렌코)
- 강구한 - 배심원(빅토르 베르즈비츠키)
- 서문석 - 배심원(로만 마드야노프)
- 임주현 - 판사(나탈리아 슈코바) / 소년(아프티 마가마에프)